# マドモアゼル通り
『マドモアゼル通り』（マドモアゼルどおり 英名表記：Mademoiselle Avenue）は、1972年12月3日から1973年5月27日まで、日本テレビ系列局で、毎週日曜 19時30分 - 20時00分（JST）に放送されたよみうりテレビ、東宝制作のテレビドラマである。全25話。

## 概要
山梨から上京した少女・三上裕子が「緒方服装デザインスクール」に入学し、様々な困難を乗り越えて一流のファッションデザイナーを目指す過程を描いた、青春職業ドラマ。
主演は『アテンションプリーズ』（TBS系列ほか）などの青春ドラマに主演し、この時期の人気女優だった紀比呂子。また共演者の中には、若き日の小林幸子もいた。
当初は1973年1月7日放送開始予定だったが、前番組の『超人バロム1』が局側の要請による4話短縮に伴い、1か月前倒しで放送開始となった。

## 出演者
- 三上裕子 - 紀比呂子
- 片岡咲子（三上のライバル） - 山田はるみ
- 緒方クニヨ（「緒方服装デザインスクール」校長） - 木暮実千代
- 津島クミ子 - 黒沢のり子
- 森田ヒロミ - 徳永れい子
- 川村麻子 - 小林亜紀子
- チエ - 小林幸子
- 章吾 - 谷岡行二
- 竹見 - 山口暁
- 「ヴィラカトレア」（デザインスクール生徒寮）寮長 - 建部道子
- 「ヴィラカトレア」寮婦 - 桜むつこ
- 緒方信介（校長の息子） - 大和田伸也
- 小野沢孝子 - 麻乃茉莉子
- 滝マユミ - 田中真規子
- 西条ヒデコ - 渡辺ふみ子
- ナレーター - 中村正

## サブタイトル
| 話数 | 放送日         | サブタイトル             | 脚本             | 演出     |
| ---- | -------------- | ------------------------ | ---------------- | -------- |
| 1    | 1972年 12月3日 | デザイナー志願！         | 才賀明           | 浅野正雄 |
| 2    | 12月10日       | チマチマ危機一発！       | 三木薫           | 浅野正雄 |
| 3    | 12月17日       | はじめての宿題           | 三木薫           | 石田勝心 |
| 4    | 12月24日       | クリスマス大作戦         | 浅川清道         | 石田勝心 |
| 5    | 12月31日       | さらばアイツよ！         | 才賀明           | 浅野正雄 |
| 6    | 1973年 1月7日  | あざやか先生登場！       | 高馬武久         | 浅野正雄 |
| 7    | 1月21日        | 君はパンダを見たか？     | 高馬武久         | 浅野正雄 |
| 8    | 1月28日        | やぶられた1ページ        | 高馬武久         | 石田勝心 |
| 9    | 2月4日         | ふみはずしたワンステップ | 三木薫           | 石田勝心 |
| 10   | 2月11日        | 帰って来て！麻子         | 三木薫           | 石田勝心 |
| 11   | 2月18日        | 消えたパンタロン         | 高馬武久、梢亮太 | 丸山誠治 |
| 12   | 2月25日        | デザイナーへの別れ道     | 高馬武久         | 丸山誠治 |
| 13   | 3月4日         | 喝采のあとに             | 田村多津夫       | 浅野正雄 |
| 14   | 3月11日        | バラ色の罠               | 田村多津夫       | 浅野正雄 |
| 15   | 3月18日        | 明日に向って泣く         | 田村多津夫       | 浅野正雄 |
| 16   | 3月25日        | はるかに遠い星           | 才賀明           | 丸山誠治 |
| 17   | 4月1日         | 富士に誓う               | 才賀明           | 丸山誠治 |
| 18   | 4月8日         | あの星に挑戦！           | 田村多津夫       | 丸山誠治 |
| 19   | 4月15日        | 私だけの城               | 田村多津夫       | 金谷稔   |
| 20   | 4月22日        | 影に追われて             | 山崎晴哉         | 金谷稔   |
| 21   | 4月29日        | 成功の甘いかおり         | 山崎晴哉         | 金谷稔   |
| 22   | 5月6日         | 落ちてゆく星             | 山野四郎、前輝夫 | 金谷稔   |
| 23   | 5月13日        | 新しいライバル           | 田村多津夫       | 金谷稔   |
| 24   | 5月20日        | 栄光への苦しみ           | 才賀明           | 金谷稔   |
| 25   | 5月27日        | 青春のデザイン大賞       | 才賀明           | 金谷稔   |

- 1973年1月14日は『エルヴィス・プレスリー・ショー』（19:00 - 20:55）のため休止。

## スタッフ
- 原案 - 三村雅子
- 脚本 -サブタイトル参照
- 監督 -サブタイトル参照
- 撮影技術 - 小泉健一郎
- 照明 - 下村一夫
- 録音 - 牛窪秀夫
- 編集 - 八木戸寛
- 制作担当 - 大場正弘
- ユニットマネージャー - 新野悟
- 美術 - 大塚実
- 音楽 - 松山祐士
- プロデューサー - 渡辺毅、矢部章、佐野寿七（YTV）
- 制作 - 東宝、YTV

## 放送局
特記の無い限り全て放送時間は日曜 19:30 - 20:00、同時ネット。
- よみうりテレビ（制作局）
- 札幌テレビ[2]
- 青森放送[3]
- テレビ岩手[3]
- 秋田放送[3]
- 山形放送[3]
- 宮城テレビ[3]
- 日本テレビ[4]
- 新潟総合テレビ：日曜 19:00 - 19:30
- 信越放送：金曜 18:00 - 18:30[5]
- 北日本放送[6]
- 福井放送[6]
- 名古屋テレビ（第16話まで）
  - 中京テレビ（第17話より）[7]

- 日本海テレビ[8]
- 西日本放送[9]
- 広島テレビ[9]
- 山口放送[10]
- 四国放送[11]
- 南海放送[10]
- 高知放送[10]
- 福岡放送[12]
- テレビ長崎[12]
- テレビ大分[13]
- テレビ熊本[12]
- テレビ宮崎[14]
- 鹿児島テレビ[14]
- 沖縄テレビ[15]

## 主題歌
- 主題歌「チマ!チマ!」
- 挿入歌「あいつ」

両曲とも、作詞 - 安井植男 / 作曲 - 渡辺岳夫 / 編曲 - 松山祐士 / 歌 - 宮野涼子、ムーン・ドロップス。
レコードは日本コロムビアから発売された。
2003年5月発売のCD「昭和キッズTVシングルズ Vol.7」（日本コロムビア）に収録されている。

## コミカライズ
大谷てるみによって、「週刊少女コミック」（小学館）に連載された。